# Арктик СПГ-2
А́рктик СПГ 2 (англ. Arctic LNG 2) — проект компании «Новатэк» по добыче природного газа и по производству сжиженного природного газа на Гыданском полуострове (на противоположной от Ямала  стороне Обской губы).

## Описание
«Арктик СПГ 2» является вторым проектом крупнотоннажного завода по сжижению газа компании после «Ямал СПГ». Общая мощность трех очередей (по 6 млн тонн каждая) составит 19,8 млн тонн (более 27 млрд кубометров). Их будут вводить поочередно с 2023 года, с поэтапным вводом объекта в 2023—2025 годах (вторая очередь — в 2024, третья — в 2026 году).
Планируется годовое производство 19,8 млн тонн сжиженного природного газа (тогда как у проекта «Ямал СПГ» — 16,5 млн тонн), а также 1,6 млн тонн стабильного газового конденсата.

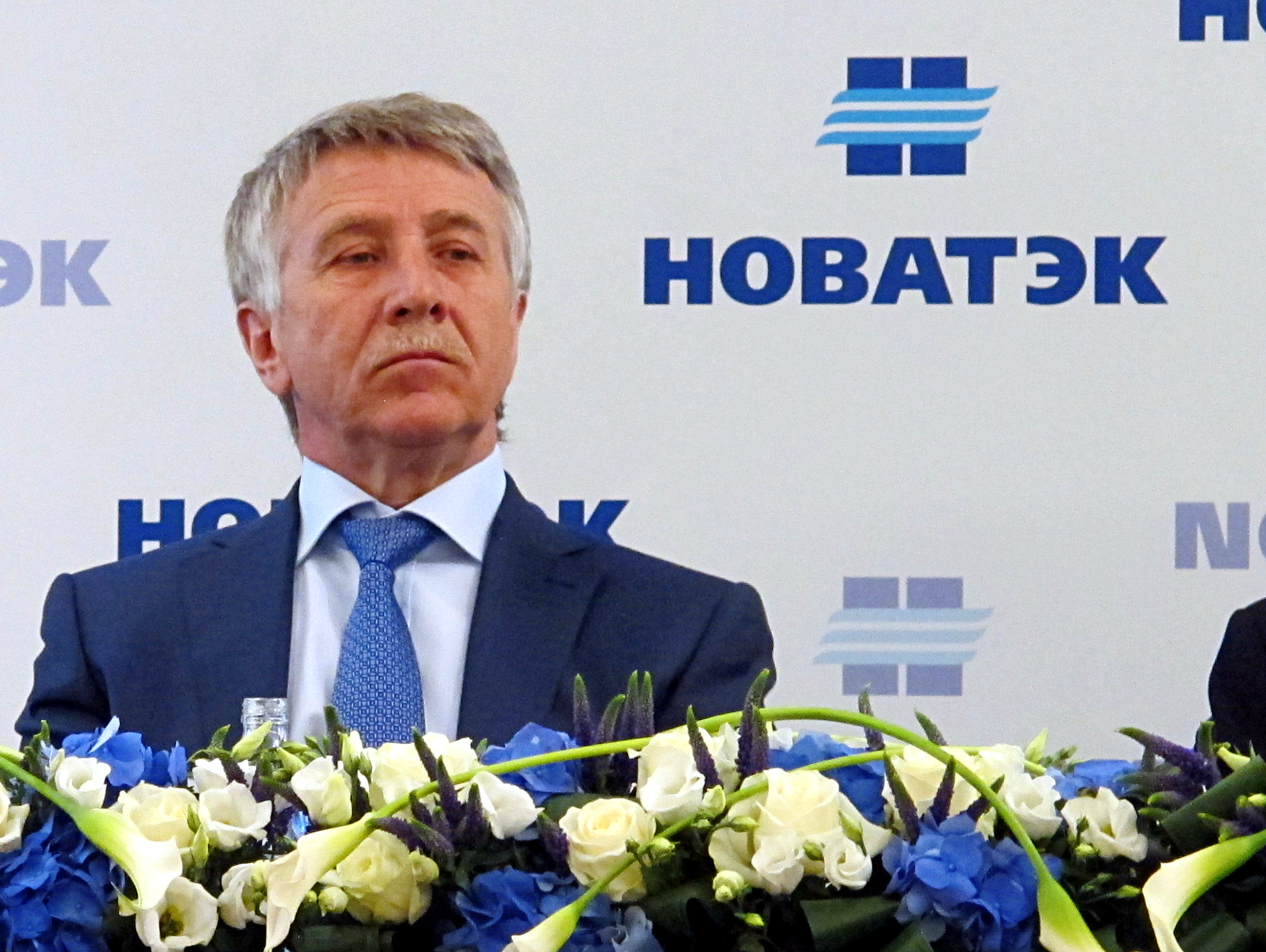
Леонид Викторович Михельсон на собрании акционеров ОАО «НОВАТЭК», 2016.

«Арктик СПГ 2» (Новатэк, Леонид Викторович Михельсон) получил лицензию на Салмановское (Утреннее) и на Штормовое месторождения, а также на экспорт сжиженного природного газа наряду с другими проектами «Новатэка» — «Ямал СПГ», «Арктик СПГ-1» (планируемая добыча на Гыданском полуострове) и «Арктик СПГ-3» (Северо-Обский лицензионный участок федерального значения в акватории Обской губы).
Проект реализуется с использованием оснований гравитационного типа. Отсутствие работ по строительству завода на месте его расположения позволяет минимизировать воздействие на окружающую среду.
Для круглогодичных перевозок вахтового персонала на Утреннее месторождение в 2021 году построен аэропорт «Утренний».

## Строительство
Под второй арктический проект зафрахтовали 21 СПГ-танкер (газовоз) ледового класса (суда типа Arc7), которые строятся на дальневосточной верфи «Звезда» и южнокорейской Daewoo Shipbuilding & Marine Engineering. До конца 2022 года в эксплуатацию должны сдать и два новых атомных ледокола типа ЛК-60 «Арктика», это позволит обеспечить круглогодичную поставку сжиженного газа с действующего проекта «Ямал СПГ» и будущего «Арктик СПГ-2» в Азию. 24 октября 2017 года председатель правления ПАО «Новатэк» Леонид Михельсон сообщил, что «Новатэк» передал верфи «Звезда» необходимую документацию на строительство пятнадцати газовозов арктического класса для «Арктик СПГ-2».
В январе 2019 года Новатэк заключил в общей сложности контракты на поставку оборудования на сумму более 5 млрд долл., что составляет около четверти от планируемых расходов на проект.
В середине 2019 года «Совкомфлот» и верфь «Звезда» подписали контракт на строительство ещё четырёх газовозов для вывоза СПГ с «Арктик СПГ-2»; суда должны быть сданы в эксплуатацию не позднее 2025 года; данный заказ напрямую связан с необходимостью скорейшего включения «восточного маршрута» с конечной точкой в виде строящегося перевалочного хаба на Камчатке.

В декабре 2019 года совместное предприятие итальянской Saipem и турецкой «Ренессанс Холдинг» (Renaissance Construction) — SAREN — получило подряд на строительство оснований гравитационного типа (ОГТ) на 2,2 млрд долларов.
28 июня 2019 в результате встречи президента России В. Путина и премьер-министра Японии Синдзо Абэ подписан договор, в рамках которого Япония инвестирует 3 млрд долл. в развитие проекта «Арктик СПГ-2».
На конец 2020 года готовность проекта оценивалась в 32 %, готовность первой линии — в 46 %.
В мае 2021 года группа из 39 европейских законодателей, преимущественно из партии Союз 90 / Зелёные из Европарламента (Расмус Андресен и др.), в письме призвала лидеров Германии, Франции и Италии не поддерживать российский арктический проект добычи сжиженного природного газа ценой 21 миллиарда долларов США в связи с проблемами для климата.
На ноябрь 2021 года объемы газа с «Арктик СПГ 2» на первые два года работы завода проданы; рассматривались контракты с началом поставки в 2025−2026 гг.
На конец 2021 года готовность проекта оценивалась в 59 %, готовность первой линии — в 78 %.
В октябре 2022 года глава НОВАТЭКа Л. Михельсон сообщил о том, что несмотря на санкции компания успела получить основное оборудование на все три линии «Арктик СПГ-2». Оставшеся вопросы планируется решить за счет локализации. Первая очередь проекта будет запущена в 2023 году, вторая — в 2024-м, третья — в 2026 году и, по мнению Михельсона, в любом случае, все вложения в проект окупятся в 3-4 раза.
Журналисты с Le Monde и Spiegel выяснили, что с февраля 2022 года оборудование для «Арктик СПГ-2» в Россию отгружали компании из Великобритании, Италии и США. Данные российской таможни свидетельствуют, что с февраля прошлого года было поставлено оборудования из Европы на сумму $400 миллионов. Благодаря этому, несмотря на санкции, Россия смогла завершить первую производственную линию проекта по графику — в июле 2023 года.
В октябре 2022 года Михельсон утверждал, что «Новатэк» успел получить все необходимое оборудование для «Арктик СПГ 2» до введения санкций, и вторая и третья линии будут запущены в срок.
В декабре 2023 года сообщалось о срыве поставок китайским и испанским участникам по форс-мажорным обстоятельствам. Также из-за санкций всё ещё могут сдвинуться сроки выхода СПГ на полную мощность.

## Санкции
14 сентября 2023 года, на фоне российского вторжения на Украину, Минфин США включил в блокирующий санкционный список компании предоставляющие строительные и инжиниринговые услуги для проекта «Арктик СПГ-2», также под санкции попали компании и суда, включенные в логистическую структуру транспортировки с СПГ-заводов «Ямал СПГ» и «Арктик СПГ-2».
2 ноября 2023 года проект «Арктик СПГ 2» попал в блокирующий санкционный список США против производства и экспортных возможностей России в области энергетики.
22 февраля 2024 года проект включён в санкционный список Великобритании за деятельность в секторе имеющем стратегическое значение для Правительства России.

#### Влияние санкций
В 2022 году, после введения санкций и потери доступа к западным технологиям и оборудованию, власти России снизили прогноз производства СПГ к 2035 году со 140 млн до 80–120 млн тонн. Введённые американские санкции разрушили и крайне осложнили реализацию существующих контрактов на поставку газа, а также фрахт газовозов. Издание «Коммерсант» отмечает что санкции в отношении «Арктик СПГ-2», где в начале 2024 года должна была заработать первая линия сжижения на 6,6 млн тонн, уничтожили существующую логистическую структуру проекта, которая предусматривала перевалку СПГ на суда—хранилища в Мурманске и на Камчатке. Американские санкции сорвали поставки трёх построенных судов с верфи Hanwha Ocean, так как их заказчик — структуры «Совкомфлота» — попали под блокирующие санкции США, в результате чего у НОВАТЭКа, по состоянию на 2024 год, отсутствует флот для отгрузок с «Арктик СПГ-2», несмотря на запуск первой линии проекта.
21 декабря 2023 года «Новатэк» разослал будущим покупателям СПГ уведомления о форс-мажорных обстоятельствах, а китайские акционеры проекта — CNPC и CNOOC — обратились к правительству США с просьбой освободить их от введённых санкций в отношении «Арктик СПГ 2». Кроме того, китайские, французские и японские акционеры проекта «Арктик СПГ-2» объявили форс-мажор, заморозив участие в проекте.
2 апреля 2024 года Reuters сообщил, что «Новатэк» приостановил производство на проекте «Арктик СПГ-2» из-за введённых санкций, а также нехватки танкеров. По данным The Wall Street Journal, «Арктик СПГ-2» фактически прекратил работу из-за американских санкций, а предприятие при этом лишь рециркулирует уже добытый газ.

## Флот
Компания «Новатэк» строит для проекта шесть СПГ-танкеров ледового класса Arc7.
Три из них —  «Петр Капица», «Лев Ландау» и «Жорес Алферов» — для структур «Совкомфлота». Ещё три — «Илья Мечников», «Николай Семенов» и «Николай Басов» — по заказу японской Mitsui OSK Lines (MOL).  В 2022 году Hanwha разорвала контракт с российской компанией из-за сложности проведения платежей, однако строительство газовозов продолжилось.

## Участники проекта
По состоянию на 2021 год участниками проекта являлись:
- «НОВАТЭК» — 60 %,
- Total — 10 %,
- CNPC — 10 %,
- CNOOC — 10 %,
- Japan Arctic LNG (консорциум Mitsui & Co. и JOGMEC) — 10 %.

На декабрь 2023 года, из-за введённых санкций, иностранные компании заморозили участие в проекте.